# 季節保育所
季節保育所（きせつほいくしょ）は、農繁期や漁期など季節的に繁閑がある産業に従事している人の人口割合が多い地区に設置されている臨時の保育施設で、農繁期託児所とも呼ばれた。保護者の労働のため保育に欠ける乳幼児を保護するためのもの。一種の職場保育所。
1890年（明治23年）、筧雄平が鳥取県気高郡美穂村下味野に開設したのが最初と言われている。昭和10年代に急増した。出征による農村部の労働力不足を解消するための対応だった。その背景には、国や各府県が季節保育所を積極的に奨励し、金銭的な助成を行ったこともある。

## 概要
1941年（昭和16年）より国庫補助が開始され、地域の事情に応じた保育を行うことができるようになっている。1ヶ所に付き開設期間20日程度、入所児童は、１ヶ所30名以上などの設置基準がある。設置主体は市町村であるが、外部委託もできる。児童福祉施設最低基準に基づいて運営され、保育を行うものは保育士の資格を持っていなくてはならない。しかし、やむを得ないときは、代用保育士の認定を受けているものが当たることもできる。
その後、農林水産業の合理化や多角経営の広がりで、農繁期とそうでない時期の差が縮まり、兼業農家も増えて、主婦が農業の主体になってきたため、「保育に欠ける」幼児が増えて、季節保育所は常設化に転じて、季節保育所のニーズは薄れていった。